# Eremurus rechingeri
Eremurus rechingeri är en grästrädsväxtart som beskrevs av Per Erland Berg Wendelbo. Eremurus rechingeri ingår i släktet Eremurus och familjen grästrädsväxter. Inga underarter finns listade i Catalogue of Life.